# Сражение у Фемарна (1715)
Сражение у Фемарна (дат. Søslaget ved Femern) — морское сражение между эскадрами Дании и Швеции, произошедшее близ острова Фемарн 13 (24) апреля 1715 года во время Великой Северной войны.

## Перед сражением
Шведскому шаутбенахту графу Вахмейстеру под командование были отданы 4 линейных корабля и 2 фрегата с тем, чтобы он отправился на запад и обеспечил беспрепятственный проход кораблей из Гётеборга к Штральзунду для осады последнего. В связи с плохой координацией действий эскадр Вахмейстер задержался западнее острова Фемарн в ожидании гётеборгского отряда.
Датчане узнали о выходе эскадры Вахмейстера в море и 17 апреля отправили на её перехват свою эскадру из 7 линейных кораблей и 2 фрегатов под командой шаутбенахта фон Габеля.
Дозорные корабли обоих эскадр заранее обнаружили противника. Командиром одного из малых фрегатов датчан был Вессель, который первым и обнаружил неприятеля. Вследствие этого и датчане, и шведы успели подготовиться к сражению. Большие боевые корабли выстроились в линию фронта.

## Ход сражения
«Бой произошёл между Фемарном и Редзандом при слабом бризе и продолжался с 2 часов дня до 9 часов вечера». С началом боя контр-адмирал Габель приказал обстрелять, в частности, флагманский корабль «Хедвиг София». Первый бортовой залп сильно ударил по шведскому флагману. Шведские корабли получили множественные повреждения и отступили. Из-за неблагоприятных ветров шведский флот смог уйти только на запад, в Кильскую бухту. Ночь прервала погоню эскадры Габеля за противником, но на утро ему удалось перекрыть пути отхода неприятеля и загнать Вахмейстера в Кильскую бухту. На западной стороне входа, у Бюлка, Вахмейстер выбросился с кораблями на берег и попытался уничтожить их, но к месту событий подоспел фрегат Весселя, и шведы сдались.

## Результаты
Командующий эскадрой Вахмейстер сдался лично Весселю. Датчане захватили 6 кораблей с 300 орудиями. Позже командиром одного из захваченных фрегатов был назначен Вессель. 100 шведов были убиты в ходе сражения, а 2400 пленены у Бюлка. Из пленных 240 поступили на службу к датчанам, а 800 к венецианцам.
После сражения Габель намеревался встретить гётеборгский отряд, но шведы оставили корабли в порту, а команды отправились берегом в Карлскруну.